# Ptychostomum gayanum
Ptychostomum gayanum là một loài rêu thuộc họ Bryaceae. Loài này được Ochyra & Bedn.-Ochyra mô tả khoa học năm 2017.